# Рок (Џорџија)
Рок (енгл. The Rock) насељено је место без административног статуса у америчкој савезној држави Џорџија.

## Демографија
По попису из 2010. године број становника је 160.
| Група             | 2000.    | 2010.       |
| Белци             | 0 (0,0%) | 148 (92,5%) |
| Афроамериканци    | 0 (0,0%) | 2 (1,3%)    |
| Азијати           | 0 (0,0%) | 0 (0,0%)    |
| Хиспаноамериканци | 0 (0,0%) | 10 (6,3%)   |
| Укупно            | 0        | 160         |